# Namvijet
Nanjue (kineski: 南越 ili 南粵; pinjin: Nányuè; jitping: Naam4 Jyut6; doslovno: "Southern Yue"), takođe zvan Južni Jue ili Namvijet (vijetnamski: Nam Việt; džuanški Namzyied), bilo je drevno kraljevstvo koje je pokrivalo delove severnog Vijetnama i sadašnjih kineskih provincija Guangdung, Guangsi, i Junan Honkong, Makau, i južni Fuđen. Nanjue je uspostavio Džao Tuo 204. godine p. n. e. nakon kolapsa dinastije Ćin, taka komandir Nanjua. U početku se kraljevstvo sastojalo od oblasti Nanhaj, Guejlin, and Sjang.
Godine 196. p. n. e., Džao Tuo je odao pokornost caru Gaocu iz dinastije Han, i Hanski lideri su nazivali Nanjue „stranim slugom”, tj. vazalnom državom. Oko 183. p. n. e., odnosi između Namvijeta i dinastije Han su se pogoršali, a Džao Tuo je počeo da sebe naziva carem, sugerišući Namvijetski suverenitet. Godine 179. p. n. e., odnosi između Hana i Namvijeta su se poboljšali, a Džao Tuo se još jednom podredio, ovog puta caru Venu od Hana kao vazalna državi. Podređivanje je bilo donekle površno, jer je Namvijet zadržao autonomiju od Hana, a Džao Tuo je u Namvijetu do smrti nazivan „carem”. Godine 113. p. n. e., lider četvrte generacije Džao Sing nastojao je da se Namvijet i formalno uključi kao deo Han carstva. Njegov premijer Lu Đa žestoko se usprotivio i potom ubio Džao Singa, postavljajući svog starijeg brata Džao Đendea na presto i forsirajući sukob sa dinastijom Han. Sledeće godine, car Vu od Hana poslao je 100.000 vojnika u rat protiv Namvijeta. Do kraja godine, njegova vojska je uništila Namvijet i uspostavila Hansku vladavinu. Namvijetsko kraljevstvo je trajalo 93 godine i imalo je pet generacija kraljeva.
Osnivanje kraljevine Nanjue očuvalo je red regiona Lingnan tokom haosa pri raspadu dinastije Ćin. To je omogućilo južnom regionu da izbegne veći deo teškoća koje su doživele severne, pretežno han kineske oblasti. Kraljevstvo su osnovali lideri poreklom iz kineske postojbine, a bilo je odgovorno za uspostavljanje kineske birokracije, naprednije poljoprivredne i zanatske tehnike među stanovnicima južnih regiona, kao i za poznavanje kineskog jezika i sistema pisanja. Vođe Namvijeta su promovisale politiku „harmonizacije i okupljanja stotina Jue plemena” (kineski: 和集百越) i ohrabrivali su Han Kineze da imigriraju iz svoje domovine duž Žute reke na jug. Oni su podržavali međusobnu asimilaciju dve kulture i naroda, i promovisali su hansku kulturu i kineski jezik u celom regionu, mada su očuvani mnogi elementi izvorne Jue kulture.
U Vijetnamu se vladari Nanjue nazivaju dinastijom Trieu.

## Literatura
- Bauer, Robert S. (1996), „Identifying the Tai substratum in Cantonese” (PDF), Proceedings of the Fourth International Symposium on Languages and Linguistics, Pan-Asiatic Linguistics V: 1 806- 1 844, Bangkok: Institute of Language and Culture for Rural Development, Mahidol University at Salaya.
- Taylor, Keith Weller..  (illustrated, reprint ed.). University of California Press. Taylor, Keith Weller (1983). The Birth of Vietnam. University of California Press. ISBN 9780520074170.. Retrieved 7 August 2013.
- Records of the Grand Historian, vol. 113.
- Book of Han, vol. 95.
- Zizhi Tongjian, vols. 12, 13, 17, 18, 20.
- Taylor, Jay (1983), The Birth of the Vietnamese, University of California Press
- Taylor, K.W. (2013), A History of the Vietnamese, Cambridge University Press
- Watson, Burton (1993), Records of the Grand Historian by Sima Qian: Han Dynasty II (Revised Edition, Columbia University Press
- Ulrich, Theobald (2000). „Chinese History”. ChinaKnowledge.de - An Encyclopaedia on Chinese History, Literature and Art. Theobald Ulrich. Приступљено 12. 8. 2019.
- Amies, Alex; Ban, Gu (2020). Hanshu Volume 95 The Southwest Peoples, Two Yues, and Chaoxian: Translation with Commentary. Gutenberg Self Publishing Press. ISBN 978-0-9833348-7-3.
- Watson, Burton (1961). Records Of The Grand Historian Of China. Columbia University Press.
- Buttinger, Joseph (1958). The Smaller Dragon: A Political History of Vietnam. Praeger Publishers.
- Leeming, David (2001). A Dictionary of Asian Mythology. Oxford University Press. ISBN 978-0-19-512052-3.
- Kiernan, Ben (2019). Việt Nam: a history from earliest time to the present. Oxford University Press.
- Brindley, Erica (2015). Ancient China and the Yue: Perceptions and Identities on the Southern Frontier, C.400 BCE-50 CE. Cambridge University Press. ISBN 978-1-107-08478-0.
- Higham, Charles (1996). The Bronze Age of Southeast Asia. Cambridge World Archaeology. ISBN 0-521-56505-7.
- Kelley, Liam C. (2014), „Constructing Local Narratives: Spirits, Dreams, and Prophecies in the Medieval Red River Delta”,  Ур.: Anderson, James A.; Whitmore, John K., China's Encounters on the South and Southwest: Reforging the Fiery Frontier Over Two Millennia, United States: Brills, стр. 78—106, ISBN 978-9-004-28248-3
- Jamieson, Neil L (1995). Understanding Vietnam. University of California Press. ISBN 978-0-520-20157-6.
- Miksic, John Norman; Yian, Go Geok (2016). Ancient Southeast Asia. Taylor & Francis. ISBN 978-1-317-27903-7.
- Kim, Nam; Lai Van Toi; Trinh Hoang Hiep (2010). „Co Loa: an investigation of Vietnam's ancient capital”. Antiquity. 84 (326): 1011—1027. S2CID 162065918. doi:10.1017/S0003598X00067041.
- Nam C. Kim (2015). The Origins of Ancient Vietnam. Oxford University Press. ISBN 978-0-19-998089-5.
- Marks, Robert B. (2011). China: An Environmental History. Rowman & Littlefield Publishers. ISBN 978-1442212756.
- Gernet, Jacques (1996). A History of Chinese Civilization. Cambridge University Press. ISBN 978-0-521-49781-7.
- Chang, Chun-Shu (2007). The Rise of the Chinese Empire: Nation, State, and Imperialism in Early China, ca. 1600 B.C. - A.D. 8. Volume One. University of Michigan Press. ISBN 978-0-472-11533-4.
- Ebrey, Patricia Buckley (2010). The Cambridge Illustrated History of China. Cambridge University Press. ISBN 978-0-521-12433-1.
- Holcombe, Charles (2001). The Genesis of East Asia: 221 B.C. - A.D. 907. University of Hawaii Press. ISBN 978-0-8248-2465-5.
- Sima, Qian; Watson, Burton (1993). Records of the Grand Historian: Han Dynasty II. Translation and commentary by Watson. Columbia University Press. ISBN 978-0-231-08166-5.
- Lorge, Peter (2012).  Graff, David Andrew; Higham, Robin D. S., ур. A Military History of China. University Press of Kentucky. ISBN 978-0-8131-3584-7.
- Taylor, Keith Weller (1983). The Birth of Vietnam. University of California Press. ISBN 978-0-520-07417-0.
- Xu, Pingfang (2005). The Formation of Chinese Civilization: An Archaeological Perspective. Yale University Press. ISBN 978-0-300-09382-7.
- Xu, Zhuoyun (2012). Rivers in Time: A Cultural History of China. Columbia University Press. ISBN 978-0-231-52818-4.
- Watson, William (2000). The Arts of China to Ad 900. Yale University Press. ISBN 978-0-300-08284-5.
- Yu, Yingshi (1986).  Denis Twitchett; Michael Loewe, ур. Cambridge History of China: Volume I: the Ch'in and Han Empires, 221 B.C. – A.D. 220. University of Cambridge Press. ISBN 978-0-5212-4327-8.
- Amies, Alex; Ban, Gu (2020). Hanshu Volume 95 The Southwest Peoples, Two Yues, and Chaoxian: Translation with Commentary. Gutenberg Self Publishing Press. ISBN 978-0-9833348-7-3.
- de Crespigny, Rafe (1988). „South China in the Han Period”. Архивирано из оригинала 16. 8. 2016. г.
- de Crespigny, Rafe (1990). „Generals of the South: CHAPTER ONE South China under the Later Han Dynasty” (PDF). Asian Studies Monographs: New Series of the Faculty of Asian Studies (16). Canberra: Faculty of Asian Studies at the Australian National University.
- Loewe, Michael (1986). „The Former Han Dynasty”.  Ур.: Twitchett, Dennis; Loewe, Michael. The Cambridge History of China, Volume 1: The Ch'in and Han Empires, 221 BC–AD 220. Cambridge: Cambridge University Press. ISBN 978-0-521-24327-8.
- Loewe, Michael (1986). „The Structure and Practice of Government”.  Ур.: Twitchett, Dennis; Loewe, Michael. The Cambridge History of China, Volume 1: The Ch'in and Han Empires, 221 BC–AD 220. Cambridge: Cambridge University Press. ISBN 978-0-521-24327-8.
- Morton, W. Scott; Lewis, Charlton M. (2004). China: Its History and Culture (4th изд.). New York: McGraw-Hill. ISBN 0-07-141279-4.
- Yü, Ying-shih (1986). „Han Foreign Relations”.  Ур.: Twitchett, Dennis; Loewe, Michael. The Cambridge History of China, Volume 1: The Ch'in and Han Empires, 221 BC–AD 220. Cambridge: Cambridge University Press. ISBN 978-0-521-24327-8.